# Дворовичи
Дворовичи (укр. Дворовичі) — село в Дядьковичской сельской общине Ровненского района Ровненской области Украины.
Население по переписи 2001 года составляло 221 человек. Почтовый индекс — 35363. Телефонный код — 362. Код КОАТУУ — 5624686704.